# 沙托布尔 (阿尔代什省)
沙托布尔（法語：Châteaubourg，法語發音：[ʃatobuʁ]）是法国阿尔代什省的一个市镇，属于罗讷河畔图尔农区。

## 地理
沙托布尔（44°59'49"N, 4°50'37"E）面积4.27 平方千米，位于法国奥弗涅-罗讷-阿尔卑斯大区阿尔代什省，该省份为法国东南部内陆省份，北起顺时针与卢瓦尔省、伊泽尔省、德龙省、沃克吕兹省、加尔省、洛泽尔省和上盧瓦爾省接壤。
与沙托布尔接壤的市镇（或旧市镇、城区）包括：科尔纳斯、格兰、圣罗曼德莱尔、拉罗什德格兰。

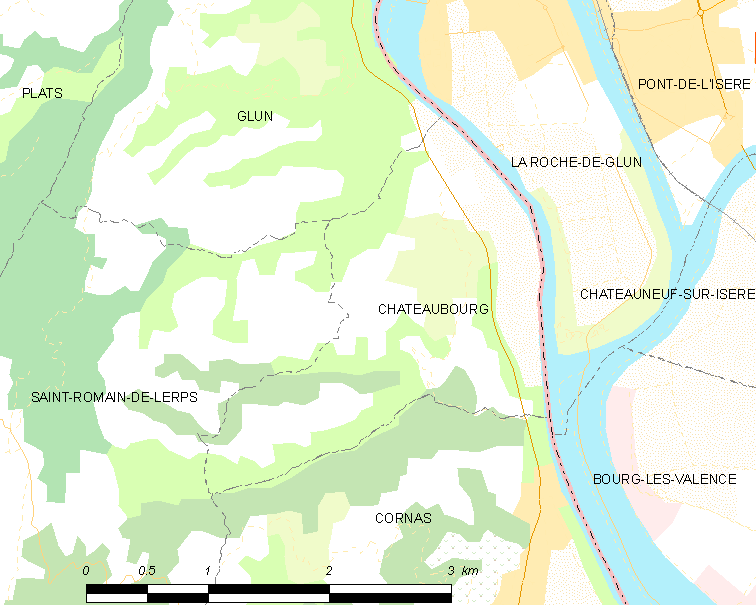
的OSM定位图

沙托布尔的时区为UTC+01:00、UTC+02:00（夏令时）。

## 行政
沙托布尔的邮政编码为07130，INSEE市镇编码为07059。

## 政治
沙托布尔所属的省级选区为吉耶朗-格朗日县。

## 人口

1962-2008年间人口变化图示

沙托布尔于2022年1月1日时的人口数量为232人。